# Gilberto Benetton
Gilberto Benetton (19 de junho de 1941 — Vêneto, 22 de outubro de 2018) foi um empresário italiano, co-fundador da marca Benetton.
Fundou a empresa de vestuário homônima em 1965 com os irmãos Luciano e Giuliana, além de Carlo, que faleceu em julho de 2018. Os quatro tinham participações iguais na empresa holding.
Desde 2012, foi incluído no Hall da Fama do basquete italiano por seu sucesso com o clube Benetton Pallacanestro Treviso.
Morreu em 22 de outubro, aos 77 anos de idade. Foi vítima de complicações de uma pneumonia.